# Svartråhed
Svartråhed var en station vid Falkenbergs Järnväg strax söder om Svartrå kyrka, som hade sitt namn efter Svartrå socken.
Mellan åren 1894 och 1959 gick Falkenbergs Järnväg (FJ – även kallad Pyttebanan) över byn Svenstorps marker. På grund av kommunal ovilja att teckna aktier i järnvägsbolaget placerades ursprungligen inte någon järnvägsstation inom socknen, men på privat initiativ lyckades man på denna byns ägor år 1908 inviga stationen Svartråhed för trafik, vilken var bemannad intill år 1925. Byggnaden var den enda stationen längs hela järnvägssträckan som var uppförd i tegel och revs under 1990-talet efter mångårigt eftersatt underhåll. Så sent som 1957, två år före järnvägens nedläggning, kom korsningen vid Ljungholmen att förses med en ny ljud- och ljussignalanläggning (den hade tidigare varit obevakad).